# Zena Marshall
Zena Moyra Marshall (ur. 1 stycznia 1925 w Nairobi, Kenia, zm. 10 lipca 2009) – brytyjska aktorka filmowa i telewizyjna.
Występowała w filmach w latach 1945–1967, a jej najbardziej znaną rolą jest rola Panny Taro w Doktorze No (1962), pierwszym filmie o przygodach Jamesa Bonda.